# 안홍욱
안홍욱(1987년 3월 26일 ~ )은 대한민국의 전직 스타크래프트 II 프로게이머이다. HongUn이라는 아이디를 사용하며, 종족은 프로토스이다.

## 역사
2010년 프라임팀에 합류하며 스타크래프트 II 종목의 게이머로는 처음 모습을 드러냈으며 GSL의 첫 번째 리그인 GSL 시즌2에서 8강을 차지했다. 이어지는 GSL 시즌2에서는 64강, GSL 시즌3에서는 4강의 성적을 거두었다. 그 후 지스타 스타크래프트 II 올스타전 에서는 16강의 성적을 거두었다.2011년 1월 소니 에릭슨 글로벌 스타크래프트 II 리그 January Code S에서는 조3위로 16강에 탈락했다.
2011년 11월 말, 학업에 전념하기 위해 팀을 탈퇴했으나 2012년 1월 프랑스 e스포츠 게임단 eSahara에 입단했다.
2012년 6월 은퇴하였다.

## 주요성적
- 2010년 GSL 시즌1 8강
- 2010년 GSL 시즌2 64강
- 2010년 지스타 올스타 16강
- 2010년 GSL 시즌3 4강
- 2011년 소니 에릭슨 GSL Jan.코드S 32강
- 2011년 2세대 인텔® 코어™ GSL Mar.코드S 8강
- 2011년 LG 시네마 3D GSL MAY.코드S 32강
- 2011년 LG 시네마 3D GSL 슈퍼토너먼트32강
- 2011년 펩시 GSL JULY.코드S 4강
- 2011년 펩시 GSL AUG.코드S 16강
- 2011년 MLG Orlando 8위

## 아이디 변경 내력
- 2010년 HongUnPrime